# Gabriele Zimmer

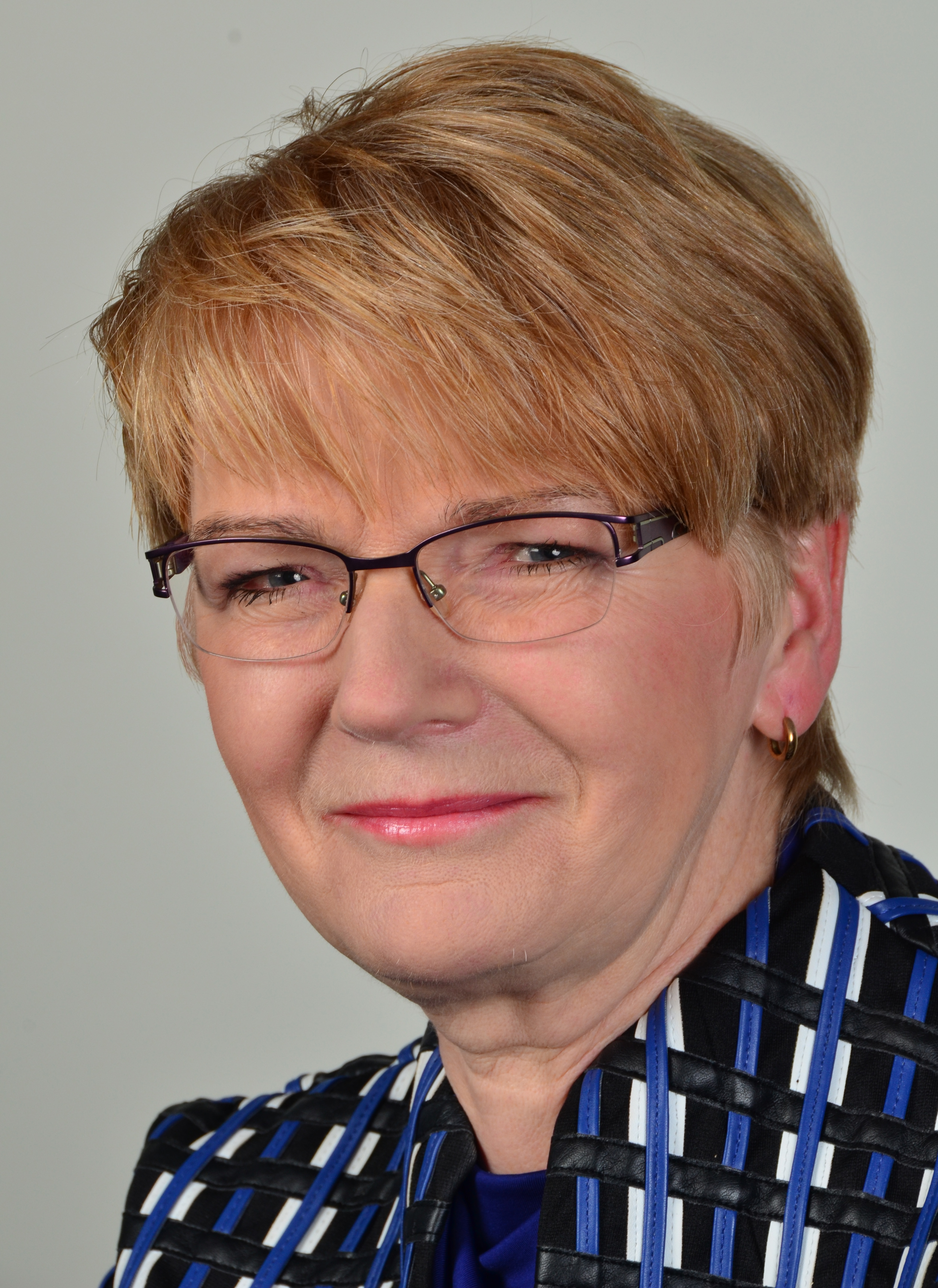
Gabi Zimmer (2014)

Gabriele „Gabi“ Zimmer (* 7. Mai 1955 in Ost-Berlin) ist eine deutsche Politikerin (Die Linke). Von 2000 bis 2003 war sie Bundesvorsitzende der PDS, zuvor war sie bereits von 1990 bis 1998 Landesvorsitzende der PDS Thüringen und von 1999 bis 2000 PDS-Fraktionsvorsitzende im Thüringer Landtag. Sie war von 2004 bis 2019 Mitglied des Europäischen Parlamentes. 

## Leben und Beruf
Nach dem Abitur absolvierte Gabi Zimmer ab 1973 ein Studium in der Sektion Theoretische und Angewandte Sprachwissenschaften an der Karl-Marx-Universität Leipzig in der russischen und der französischen Sprache, welches sie 1977 als Diplom-Sprachmittlerin beendete. Danach begann sie eine Tätigkeit als Sachbearbeiterin beim VEB Jagd- und Sportwaffenwerk Ernst Thälmann in Suhl. Von 1981 bis 1987 war sie hier Redakteurin der betriebseigenen Zeitung und gehörte dann von 1987 bis 1989 der Parteileitung der SED dieses Betriebes an.
Gabi Zimmer ist konfessionslos, verheiratet und hat zwei Kinder.

## Partei
Gabi Zimmer wurde 1981 Mitglied der SED. Im November 1989 wurde sie zur SED-Parteisekretärin ihres Betriebes gewählt. Im Februar 1990 wurde sie zur PDS-Bezirksvorsitzenden in Suhl gewählt und war von Juli 1990 bis Dezember 1998 PDS-Landesvorsitzende in Thüringen.
Von 1997 bis 2000 war sie stellvertretende Parteivorsitzende. Am 14. Oktober 2000 wurde sie als Nachfolgerin von Lothar Bisky Bundesvorsitzende der PDS. Nach dem Scheitern der Partei an der Fünf-Prozent-Hürde bei der Bundestagswahl 2002 und den anschließenden Flügelkämpfen zwischen Parteilinken und Parteirechten kündigte sie am 7. Mai 2003 auf einem Sonderparteitag der PDS an, nicht erneut zu kandidieren. Am 28. Juni 2003 wurde schließlich Lothar Bisky wieder zum Parteivorsitzenden gewählt.

## Abgeordnete
Von 1990 bis 2004 war sie Mitglied des Thüringer Landtags. Sie war Spitzenkandidatin ihrer Partei bei den Landtagswahlen 1994 und 1999. Nach der Landtagswahl 1999 wurde sie Vorsitzende der PDS-Landtagsfraktion, gab dieses Amt aber nach ihrer Wahl zur PDS-Bundesvorsitzenden am 1. November 2000 an Werner Buse ab.
Bei den Europawahlen 2004, 2009 und 2014 wurde sie zum Mitglied des Europäischen Parlaments gewählt. Dort gehörte sie der Fraktion GUE/NGL an und war Stellvertretendes Mitglied im Ausschuss für Beschäftigung und soziale Angelegenheiten sowie Mitglied in der Konferenz der Präsidenten und in der Delegation in der Paritätischen Parlamentarischen Versammlung AKP-EU. Von 2012 bis 2019 war sie zudem Fraktionsvorsitzende. Zur Europawahl 2019 trat sie nicht mehr an.

## Sonstiges
Sie gehört gemeinsam mit Peter Brandt, Michael Brie, Antje Vollmer, Dieter Klein, Ingo Schulze und Ludger Volmer der Gruppe Neubeginn an.

## Veröffentlichungen (Auswahl)
- zusammen mit Antje Vollmer et al.: Neubeginn. Aufbegehren gegen Krise und Krieg. Eine Flugschrift. VSA Verlag, Hamburg 2022, ISBN 978-3-96488-138-0.